# Lake Ozark
Lake Ozark – miasto w Stanach Zjednoczonych, w stanie Missouri, w hrabstwie Camden.